# Тагер, Елена Михайловна
Елена Михайловна Тагер (20 октября [1 ноября] 1895, Санкт-Петербург — 14 июля 1964, Ленинград) — русский поэт, прозаик и переводчик, мемуарист.

## Начальные годы и революция
Отец — Михаил Михайлович Тагер, крещёный еврей, служивший в Первом обществе подъездных путей в России (дороги-узкоколейки). Закончила частную гимназию М. Н. Стоюниной (1913), поступила на историко-филологический факультет Высших женских Бестужевских курсов (не окончила).
Начала публиковать стихи в 1915 году, вошла в Кружок поэтов при Пушкинском обществе в Петербургском университете, участвовала в Пушкинском семинаре С. А. Венгерова. Познакомилась с Ю. Тыняновым, Ю. Оксманом, А. Блоком, О. Мандельштамом, Л. Добычиным.
Вышла замуж за поэта и филолога-пушкиниста Георгия Маслова (1895—1920), летом 1917 года уехала с ним к его родным в Симбирск для организации выборов в Учредительное собрание, где муж вступил в Белую армию. Работала у белых в Поволжье, затем — на советской службе в Самаре, сотрудничала с американской организацией помощи Герберта Гувера (ARA).
Вскоре после отъезда мужа в Сибирь у оставшейся в Симбирске Тагер родилась дочь Аврора (1918—1937, умерла от перитонита незадолго до ареста матери). Маслов умер от тифа в марте 1920 г. в Красноярске, куда отступил с войсками Колчака, так и не увидев дочь. Тагер вернулась в Петроград в декабре 1920 года.

## Аресты
В 1922 году обвинена в шпионаже, выслана на два года в Архангельск. Возвратилась в Ленинград в конце 1927 года.
В ссылке повторно вышла замуж, родилась вторая дочь Мария.
Публиковала прозу и переводы, сотрудничала с Издательством писателей в Ленинграде. В 1929 году выпустила книгу рассказов «Зимний берег» (переиздан в 1931), ещё несколько книг прозы. Входила в группу Перевал (1929—1932), принята в Союз писателей (1934).
В 1930 году в составе писательской бригады (Георгий Куклин, Сергей Спасский, Николай Чуковский) совершила поездку на север страны. Итогом поездки стала книга очерков «Сквозь ветер».

## Времясталинского террора
В марте 1938 года вновь арестована по делу, сфабрикованному на Николая Тихонова, по которому был арестован и Заболоцкий. Помимо Тихонова, по делу «разрабатывалось» большое число других ленинградских писателей, вместе с Тагер были осуждены Заболоцкий и Бенедикт Лившиц (расстрелян). Под пытками Тагер подписала показания против Заболоцкого (в 1951 году, при новом аресте, отказалась от них). Приговорена к 10 годам исправительно-трудовых работ. Срок отбывала на Колыме. Освобождена в 1948 году. Жила в Магадане и Бийске в 1948—1951 годах (в Заречье, по адресу: улица Гражданская, дом № 15).
В 1951 году в третий раз арестована и выслана на спецпоселение в Казахстан. В сентябре 1954 году освобождена, в 1956 году вернулась в Ленинград.
Реабилитирована, восстановлена в Союзе писателей. Однако ряд рукописей, изъятых при арестах, до настоящего времени не обнаружен.

## Последний период
В 1957 году была вновь переиздана книга «Зимний берег». Написанная для детского возраста «Повесть об Афанасии Никитине» напечатана лишь посмертно (1966). Е. М. Тагер опубликовала в Тарту воспоминания о Блоке.
В Ленинграде жила в доме № 34/36 по улице Ленина — в том же доме, что и Анна Ахматова. Бывала у А. А. Ахматовой в Комарове.
Стихи Елены Тагер, в том числе посвящённые Ахматовой и Мандельштаму, распространялись в самиздате, как и воспоминания о Мандельштаме (в 1964 году они были без имени автора опубликованы в первом томе собрания сочинений Мандельштама в Вашингтоне, несколько раз перепечатывались в США). Печатались за рубежом и стихи Елены Тагер (альманах «Воздушные пути», 1965, «Венский альманах славистов», 1982, 1984). В 1984 они появились и в ленинградском «Дне поэзии».
Писательница работала над романом «Светлана» (не завершён).
Умерла 11 июля 1964 года. Похоронена 14 июля (ошибочно указывается как дата смерти) на кладбище Памяти жертв 9-го января.

## Посмертные публикации
- О Мандельштаме: Воспоминания Е. М. Тагер // Новый журнал (Нью-Йорк). — 1965. — № 81. — С. 172—199. Публикация Г. Струве.
  - Републикация: Звезда (С.-Петербург). — 1991. — № 1. — С. 158—167.
- [Стихотворения] // Возвращение: Сборник прозы, поэзии, критики, философских эссе. — М.: Советский писатель, 1991. — С. 169—178.
- Десятилетняя зима. — М.: Возвращение, 1994. — (Серия «Поэты — узники ГУЛАГа»).